# Ahmed Maher Pascha
Ahmed Maher Pasha, född 1888, död 24 februari 1945, var Egyptens regeringschef mellan den 10 oktober 1944 och den 24 februari 1945. Han sköts till döds i det egyptiska parlamentet av 28-årige Mustafa Essawy.